# San Antonio (Cayo District)
San Antonio ist ein Ort im Cayo District in Belize. 2010 hatte der Ort 1.847 Einwohner. In Belize gibt es weitere Orte mit dem Namen San Antonio: San Antonio (Toledo District), San Antonio (Corozal District), San Antonio (Orange Walk).

## Geografie
Der Ort liegt im Norden der Maya Mountains, 30 km südwestlich von Belmopan. Er befindet sich an einem Wasserlauf, der nach Westen fließt und in den Macal River mündet. Im Süden liegt der Noj Ka’ax H’men Elijio Panti Nationalpark. Auch das Vaca Forest Reserve und das Mountain Pine Ridge Forest Reserve liegen unweit im Süden.
Die nächstgelegenen Orte sind Cristo Rey im Nordwesten und Seven Miles (Seven Miles El Progresso) im Nordosten, sowie Mai Gate im Südosten.

### Verkehr
Von San Antonio verläuft eine Straße nach Nordosten an die Chiquibul Road, die im Norden über Cool Shade nach Georgeville an den George Price Highway führt. Im Nordwesten verläuft eine Straße über Cristo Rey nach Santa Elena und dann ebenfalls zum George Price Highway.

## Geschichte
In der Nähe liegen die Maya-Ruinen von Pacbitun. Dot befindet sich das Garcia Maya Museum.

## Schule
In San Antonio befindet sich die San Antonio United Pentecostal School von der United Pentecostal Church und die San Antonio R. C. School von der katholischen Kirche.

## Klima
Nach dem Köppen-Geiger-System zeichnet sich San Antonio durch ein tropisches Klima mit der Kurzbezeichnung Am aus.